# やべけんじ
やべ けんじ（1973年9月11日 - ）は、岡山県出身の俳優。身長は177cm、体重は60kg、バスト82cm、ウェスト72cm、ヒップ92cm、靴のサイズは27.5cm。特技はマッサージ、趣味は登山、スキー、麻雀、カメラ、アクション、殺陣。Neo Agency所属。

## 出演

### テレビドラマ

#### NHK
- ゲームの達人（2000年、NHK衛星第1テレビジョン）
- 茂七の事件簿3 ふしぎ草紙（2003年）
- 人生はフルコース 第1話（2006年） - 青木 役
- セカンドバージン（2010年） - 柏木弁護士
- 捜査会議はリビングで!（2018年） - 網代保
- 麒麟がくる（2020年）

#### 日本テレビ
- Shin-D 「GirL」（2000年）
- ビューティ7（2001年）
- 喰いタン（2006年）
- 百鬼夜行抄（2007年） - 大和田義郎 役
- ドリーム☆アゲイン（2007年）
- シェアハウスの恋人（2013年）
- ドS刑事シリーズ（2015年） - 戸崎友一 役
- 婚活刑事（2015年） - 平川信一 役

#### TBS
- こちら第三社会部（2001年）
- ピーチ・エンジェル
- ULTRASEVEN X 第5話 - 細身の男/チャムダ星人 役
- ハイスクール歌劇団☆男組（2012年、中部日本放送）
- 安堂ロイド〜A.I. knows LOVE?〜 第1話 - 浦池典雄 役
- 図書館戦争 ブック・オブ・メモリーズ（2015年10月5日）

#### フジテレビ
- いのちの器（1998年、東海テレビ）
- ホーム&アウェイ（2002年）
- 人にやさしく（2002年）
- 天才柳沢教授の生活（2002年）
- クニミツの政（2003年） - 森野雄一 役
- 美女か野獣（2003年） - 猪俣功 役
- Division1 2H（インフォマーシャル） - サブ 役
- 東京湾景 第9話（2004年）
- 曲がり角の彼女（2005年、関西テレビ）
- Info-CX キューピー
- 医龍-Team Medical Dragon-（2006年） - 市井重成 役
- 花嫁とパパ（2007年）
- ロス:タイム:ライフ 第5節「幼なじみ篇」（2008年3月1日） - 編集長 役
- コード・ブルー -ドクターヘリ緊急救命- 第3話（2008年、フジテレビ） - 小野寺 役
- モンスターペアレント（2008年） - 保護者 役
- 金曜プレステージ「鯨とメダカ」（2008年5月9日）
- アタシんちの男子 第5話（2009年） - ホームレス 役
- ニュース速報は流れた（2009年 - 2010年） - 江川均 役
- 逃亡弁護士（2010年7月、関西テレビ） - 岩村 役
- 夏の恋は虹色に輝く（2010年7月 - 9月） - 鳥山 役
- 謎解きはディナーのあとで（2011年） - 国岡二郎 役
- リーガル・ハイ 最終話（2012年6月）
- リッチマン、プアウーマン 第3話（2012年7月）
- 救命病棟24時 第5シリーズ（2013年） - 為我井智 役
- 松本清張スペシャル 時間の習俗（2014年） - リツ子ママ 役
- 素敵な選TAXI 第4話（2014年11月） - 宝くじの落とし主 役
- OUR HOUSE（2016年） - 仁科清 役
- 世にも奇妙な物語
  - 「さっきよりもいい人」（2008年）
  - 「厭な扉」（2010年）
  - 世にも奇妙な物語'16秋の特別編「貼られる!」（2016年） - 村岡純 役
  - 世にも奇妙な物語'18春の特別編「城後波駅」（2018年） - 駅員 役
- ルパンの娘 第9話（2019年） - 多田野冬彦 役
- ブルーモーメント 第8話（2024年） - 長谷川幸雄 役
- モンスター 第3話・第5話・第6話（2024年10月28日・11月11日・18日、関西テレビ） - 秋津孝行 役[1]

#### テレビ朝日
- 恋の奇跡（1999年）
- はみだし刑事情熱系5（2000年）
- 仮面ライダーシリーズ
  - 仮面ライダーアギト（2001年）
  - 仮面ライダーウィザード 第32・33話（2013年） - 笠原 役
- 逮捕しちゃうぞ（2002年）
- 特命係長 只野仁リターンズ（2004年）
- 金曜ナイトドラマ
  - ああ探偵事務所 第6話（2004年） - 取手 役
  - 雨と夢のあとに（2005年）
- 女帝 第5話（2007年、朝日放送/テレビ朝日） - 今野 役
- ロト6で3億2千万円当てた男（2008年、朝日放送/テレビ朝日） - 中野 役
- 俺の空 刑事編（2011年） - アパートの住民 役
- スミカスミレ（2016年） - 勝田仁 役
- 警部補・碓氷弘一（2017年） - 千原隆行 役
- 刑事7人（2017年） - 牛島繁利 役
- トットちゃん!（2017年） - 仲尾先生 役
- 特捜9 final season 第5話（2025年5月7日） - 谷村郁夫 役

#### テレビ東京
- 月曜未明の深夜ドラマ 陽はいつか昇る～下北沢アパート物語～ 最終話（2004年3月28日）[2]
- ママはニューハーフ（2009年）
- 水曜ミステリー9 作家探偵・山村美紗 第1作（2012年4月18日）[3] - 橋口宗雄 役
- 土曜ドラマ9 サイレント・ヴォイス 行動心理捜査官・楯岡絵麻 Season1 第3話（2018年10月20日、BSテレビ東京 / 2019年1月23日、テレビ東京系）[4] - 町田慎一郎 役
- ドラマ9 能面検事 第2話（2025年7月18日） - 内村清吾 役[5]

#### WOWOW
- ママは昔パパだった（2009年）
- 不発弾 (小説)（2018年） - 柿沢保
- ダブルチート 偽りの警官 Season2 第2話・第3話・第6話 - 最終話（2024年7月6日・13日・8月3日 - 17日） - 橋本隆 役[6]

### インターネット
- ネット探偵 彩庭アイ子2 - 鮫津京介 役
- 闇金ウシジマくん（dビデオスペシャル）
- 放課後ていぼう日誌（2023年6月13日〈予定〉 - 、Lemino） - 鶴木陽渚の父 役[7]

### 映画
- 英二（1999年）
- 神様のくれた酒〜セクシードリンク大作戦
- MASK DE 41
- OKITE〜掟
- 報復2
- SAMOURAIS
- 今昔伝奇座敷童 百物語 （2001年） - 田助 役
- 人斬り銀次（2003年）
- 奇談（2005年） - 善次 役
- いらっしゃいませ、患者さま。（2005年） - タクミたちの同伴客 役
- 魁!!クロマティ高校（2005年）
- ワイルドスピードX3 TOKYO DRIFT（2006年）
- SP 革命篇（2011年） - 船木 役
- 映画 ひみつのアッコちゃん（2012年）
- 法廷遊戯（2023年） - 古野雄一 役[8]

#### Vシネマ
- 岸和田少年愚連隊 STAND BY ME - マー坊 役
- 実録鯨道2/10/13
- 実録柳川組2
- ウルトラマンネオス
- 侠道3/4
- 流血の抗争

### CM
- 同和火災海上保険
- 英会話AEON「ユアンに変身篇」
- TTNet 東京電話インターネット「ユースケ ボウリング場へ篇」
- ツーカーフォン関西 TS31「ついてる若者編」
- キリン 一番搾り「ホルモン焼き篇」
- ジャパンネット銀行「新しい割り勘篇」
- 生協COOP
- 日清 カップヌードルとろみ中華
- H.I.S「行けたじゃん レンタルビデオ篇」
- クリスタル
- 丸大ハム
- ポッカコーヒー「顔缶編」、「さぼり公園DAIMAJIN缶編」
- 第一生命
- コスモ石油「要求の多い彼女篇」
- Sammy
- エニックス
- 東洋紡績
- 佐川急便
- トヨタ自動車 あしたのハーモニー
- マイクロソフト innovative products&Services「自動車篇」
- ミスタードーナツ「会議室篇」
- 小学館 小学一年生五月号
- 読売新聞「名前篇」
- 久光製薬 フェイタス3.5α　「登場篇」
- ラボーテ・ジャポン 薬用スカルプケア リガオス「お嫁さんのシャンプー編」
- 本田技研工業 フィットシャトル「フィットシャトル ハイブリッド 特別仕様車篇」